# Rebecca Taylor
Rebecca Taylor (født 10. august 1975) er siden 2012 britisk medlem af Europa-Parlamentet, valgt for Liberal Democrats (indgår i parlamentsgruppen ALDE).